# Wojewodowie chełmińscy

## Wojewodowiewojewództwa chełmińskiegoI Rzeczypospolitej
| Monarcha                                                  | #  | Wojewoda                                     | Portret | Herb | Lata sprawowania urzędu                                      | Lata życia                                  |
| --------------------------------------------------------- | -- | -------------------------------------------- | ------- | ---- | ------------------------------------------------------------ | ------------------------------------------- |
| Kazimierz IV Jagiellończyk                                | 1  | Augustyn z Szewy Augustinus von der Schebe   |         |      | 15 kwietnia 1454 – 24 sierpnia 1454                          |                                             |
| Kazimierz IV Jagiellończyk                                | 2  | Gabriel Bażyński Gabriel von Baysen          |         |      | 31 stycznia 1455 – 15 czerwca 1474                           | zm. 15 czerwca 1474                         |
| Kazimierz IV Jagiellończyk                                | 3  | Ludwik Mortęski Ludwig von Mortangen         |         |      | 17 października 1475 – 19 kwietnia 1480                      | zm. przed 8 maja 1480                       |
| Kazimierz IV Jagiellończyk                                | 4  | Mikołaj Dąbrowski Nikolaus von Damerow       |         |      | 25 października 1480 – 27 stycznia 1483                      | zm. 27 stycznia 1483                        |
| Kazimierz IV Jagiellończyk/ Jan I Olbracht                | 5  | Karol z Napola Karl vom Felde                |         |      | 30 maja 1484 – 18 grudnia 1495                               | zm. 18 grudnia 1495                         |
| Jan I Olbracht/ Aleksander Jagiellończyk/ Zygmunt I Stary | 6  | Jan Dąbrowski Johannes von Damerow           |         |      | 4 października 1498 – 26 września 1513                       | zm. 26 września 1513                        |
| Zygmunt I Stary/ Zygmunt II August                        | 7  | Jan Luzjański Johannes von Losainen          |         |      | 15 września 1514 – 13–24 kwietnia 1551                       | przed 1470 – pomiędzy 13 a 24 kwietnia 1551 |
| Zygmunt II August                                         | 8  | Stanisław Kostka                             |         |      | ok. 2 maja 1551 – 7 grudnia 1555                             | 1487, Sztemberk – 7 grudnia 1555, Malbork   |
| Zygmunt II August/ Henryk III Walezy/ Stefan Batory       | 9  | Jan Działyński                               |         |      | 5 stycznia 1556 – przed 8 maja 1583                          | zm. przed 8 maja/na początku 1583           |
| Stefan Batory/ Zygmunt III Waza                           | 10 | Mikołaj Działyński                           |         |      | 2 maja 1584 – 24 listopada 1604                              | ok. 1540 – 24 listopada 1604, Bratian       |
| Zygmunt III Waza                                          | 11 | Maciej Konopacki                             |         |      | 15 lutego 1605 – 23 sierpnia 1611                            | zm. 1 listopada 1613, Wąbrzeźno             |
| Zygmunt III Waza                                          | 12 | Ludwik Mortęski                              |         |      | jesień 1611 – 15 sierpnia 1615                               | 1554 – 15 sierpnia 1615                     |
| Zygmunt III Waza                                          | 13 | Stanisław Działyński                         |         |      | 26 września 1615 – grudzień 1617                             | po 1547 – grudzień 1617                     |
| Zygmunt III Waza                                          | 14 | Jan Jakub Wejher                             |         |      | 19 stycznia 1618 – 14 stycznia 1626                          | 1580 – 14 stycznia 1626                     |
| Zygmunt III Waza/ Władysław IV Waza                       | 15 | Melchior Wejher                              |         |      | 16 marca 1626 – 8 maja 1643                                  | 1574 – 8 maja 1643                          |
| Władysław IV Waza                                         | 16 | Mikołaj Wejher                               |         |      | 20 maja 1643 – 9 lutego 1647                                 | zm. 9 lutego 1647                           |
| Władysław IV Waza                                         | 17 | Jan Działyński                               |         |      | 11 kwietnia 1647 – 11 marca 1648                             | 1590 – 11 marca 1648, Pokrzywno             |
| Władysław IV Waza/ Jan II Kazimierz Waza                  | 18 | Jan Kos                                      |         |      | 27 marca 1648 – 17 grudnia 1662                              | zm. 17 grudnia 1662,Brodnica                |
| Jan II Kazimierz Waza                                     | 19 | Piotr Działyński                             |         |      | 20 lipca 1663 – I. poł. 1668                                 | zm. I. poł. 1668                            |
| Michał Korybut Wiśniowiecki/ Jan III Sobieski             | 20 | Jan Krzysztof Gniński Jan Chryzostom Gniński |         |      | 30 maja 1668 – 20 października 1680                          | ok. 1620 – 1685                             |
| Jan III Sobieski                                          | 21 | Michał Działyński                            |         |      | 21 czerwca 1681 – marzec 1687                                | zm. marzec 1687                             |
| Jan III Sobieski/ August II Mocny                         | 22 | Jan Kos                                      |         |      | 18 czerwca 1688 – 15 lutego 1702                             | 1630 – 15 lutego 1702                       |
| August II Mocny/ Stanisław Leszczyński/ August II Mocny   | 23 | Tomasz Działyński                            |         |      | 21 lutego 1702 – 25 czerwca 1714                             | 1656 – 25 czerwca 1714, Łąki Bratiańskie    |
| August II Mocny                                           | 24 | Jakub Zygmunt Rybiński                       |         |      | 20 sierpnia 1714 – 16 grudnia 1725                           | zm. 16 grudnia 1725                         |
| August II Mocny                                           | 25 | Franciszek Bieliński                         |         |      | 28 grudnia 1725 – 18 kwietnia 1732                           | 1683 – 8 października 1766, Warszaws        |
| August II Mocny/ Stanisław Leszczyński/ August III Sas    | 26 | Jan Ansgary Czapski                          |         |      | 19 kwietnia 1732 – 30 maja 1738                              | 1699 – 7 października 1742, Warszawa        |
| August III Sas                                            | 27 | Michał Wiktor Bieliński                      |         |      | 24 listopada 1738 – 23 czerwca 1746                          | zm. 23 czerwca 1746                         |
| August III Sas/ Stanisław August Pniatowski               | 28 | Zygmunt Kretkowski                           |         |      | 2 października 1746 – 8 czerwca 1766                         | 1704 – 8 czerwca 1766, Bystrze              |
| Stanisław August Poniatowski                              | 29 | Franciszek Stanisław Hutten–Czapski          |         |      | 25 czerwca 1766 – 1772 (de facto)/ 9 kwietnia 1802 (de iure) | 1725 – 9 kwietnia 1802, Warszawa            |

## Wicewojewodowie województwa chełmińskiego I Rzeczypospolitej
| Monarcha                                                             | #  | Wicewojewoda                                                                         | Portret | Herb | Lata sprawowania urzędu                                       | Lata życia                                |
| -------------------------------------------------------------------- | -- | ------------------------------------------------------------------------------------ | ------- | ---- | ------------------------------------------------------------- | ----------------------------------------- |
| Zygmunt I Stary                                                      | 1  | Achacy Cema Achaz von Zehmen Zastępca chorego wojewody Jana Luzjańskiego             |         |      | 1545 - 1546                                                   | ok. 1485 - 24 maja 1565, Królewiec        |
| Zygmunt I Stary/ Zygmunt II August                                   | 1  | Feliks von Alden Mełdzyński Zastępca chorego wojewody Jana Luzjańskiego ds. sądowych |         |      | 6 luty 1545 - 1551                                            |                                           |
| Zygmunt I Stary/ Zygmunt II August                                   | 2  | Stanisław Kostka Zastępca chorego wojewody Jana Luzjańskiego                         |         |      | 4 lipca 1546 - ok. 1549                                       | 1487, Sztemberk – 7 grudnia 1555, Malbork |
| Zygmunt II August                                                    | 3  | Jerzy Konopacki Zastępca chorego wojewody Jana Luzjańskiego                          |         |      | 1549 - 17 kwietnia 1551                                       | zm. 1566                                  |
| Zygmunt III Waza                                                     | 4  | Szymon Łążyński                                                                      |         |      | 6 lutego 1596 - 1 lipca 1611                                  | zm. przed 9 czerwca 1617                  |
| Zygmunt III Waza                                                     | 5  | Łukasz Białobłocki                                                                   |         |      | 1 grudnia 1612 - 2 maja 1613                                  |                                           |
| Zygmunt III Waza                                                     | 6  | Szymon Łążyński                                                                      |         |      | 2 stycznia 1616                                               | zm. przed 9 czerwca 1617                  |
| Zygmunt III Waza                                                     | 7  | Adam Gotartowski                                                                     |         |      | 1 sierpnia 1616                                               |                                           |
| Zygmunt III Waza/ Władysław IV Waza                                  | 8  | Michał a Canden Trzciński Michał von Canden-Trzcieński                               |         |      | 1 grudnia 1618 - 3 lipiec 1647                                |                                           |
| Jan II Kazimierz Waza                                                | 9  | Jan Ignacy Bąkowski                                                                  |         |      | 17 listopada 1648 - 23 maja 1653                              | ok. 1615 - 25 grudnia 1679,Gdańsk         |
| Jan II Kazimierz Waza                                                | 10 | Jakub Zboński                                                                        |         |      | 25 sierpień 1660 - 24 maja 1667                               |                                           |
| Jan II Kazimierz Waza/ Michał Korybut Wiśniowiecki/ Jan III Sobieski | 11 | Jan Trebnic                                                                          |         |      | 20 czerwca 1667 - 28 stycznia 1676                            |                                           |
| Jan III Sobieski                                                     | 12 | Adam a Canden Trzciński Adam von Canden-Trzcieński                                   |         |      | 17 grudnia 1676 - 1 października 1689                         | zm. 1705                                  |
| Jan III Sobieski                                                     | 13 | Konstanty Kazimierz Piwnicki                                                         |         |      | 16 grudnia 1689 - 21 stycznia 1691                            | zm. przed 7 czerwca 1691                  |
| Jan III Sobieski/ August II Mocny/ Stanisław Leszczyński             | 14 | Walerian Kruszyński                                                                  |         |      | 1 października 1691 - 6 sierpnia 1704                         |                                           |
| Stanisław Leszczyński/ August II Mocny                               | 15 | Jan Kazimierz Dobrski Jan Kazimierz Dobski                                           |         |      | wrzesień 1706 - 6 stycznia 1714                               | zm. ok. 1714                              |
| August II Mocny                                                      | 16 | Świętosław Radowicki                                                                 |         |      | 10 marca 1717                                                 | ok. 1675 - 20 kwietnia 1733               |
| August II Mocny/ Stanisław Leszczyński/ August III Sas               | 17 | Jan Franciszek Piwnicki                                                              |         |      | 1 kwietnia 1717 - 20 listopada 1733                           |                                           |
| Stanisław Leszczyński/ August III Sas                                | 18 | Kazimierz Piwnicki                                                                   |         |      | 1735 - 3 grudnia 1739                                         |                                           |
| August III Sas                                                       | 19 | Jan Seweryn Kitnowski                                                                |         |      | 20 lutego 1740 - 26 sierpnia 1743                             |                                           |
| August III Sas/ Stanisław August Poniatowski                         | 20 | Janusz Dziewanowski                                                                  |         |      | 22 sierpnia 1748 - przed 1 października 1766                  |                                           |
| Stanisław August Poniatowski                                         | 21 | Ignacy Gotartowski                                                                   |         |      | 1 października 1766 - 1772 (de iure)/10 marca 1777 (de facto) | zm. 10 marca 1777                         |